# 남원 대복사 철불좌상
남원 대복사 철불좌상(南原 大福寺 鐵佛坐像)은 대한민국 전북특별자치도 남원시 왕정동, 대복사에 있는 불상이다. 1973년 6월 23일 전라북도의 유형문화재 제23호로 지정되었다.

## 개요
대복사에 모셔져 있는 철로 만든 여래좌상으로 높이 1.03m, 무릎 너비 0.8이다.
머리에는 작은 소라 모양의 머리칼을 붙여 놓았으며, 그 위로 상투 모양의 머리묶음이 낮게 표현되었다. 4각형에 가까운 얼굴은 눈이 작은 편이며 귀는 어깨까지 길게 내려오고 있다. 옷은 왼쪽 어깨를 감싸고 있으며 옷깃이 왼쪽 어깨에서 수직으로 내려오고, 왼쪽 겨드랑이 부분에 매듭이 보인다. 옷주름은 매듭에서 오른쪽 허리를 향하여 비스듬하게 표현되었다.
손모양은 오른손을 어깨높이로 들어 엄지와 중지를 맞대고 있고, 왼손은 무릎 위에 굽혀들어 손바닥을 위로 하여 역시 엄지와 중지를 맞대고 있다. 앉은 자세는 양 발을 무릎 위로 올리고 발바닥이 하늘을 향하도록 하고 있으며 양 무릎에는 사선의 옷주름이 표현되었다.
이 불상은 기형적인 얼굴 표현과 형식화된 옷주름의 표현으로 볼 때 고려시대에 만들어진 작품으로 추정된다.

## 같이 보기
- 대복사

## 참고 자료
- 대복사철불좌상 - 국가유산청 국가유산포털